# Antonín Vaníček
Antonín Vaníček (* 22. dubna 1998) je český profesionální fotbalista, který hraje na pozici krajního záložníka za český klub FK Mladá Boleslav. Od června 2025 je na hostování v klubu SK Dynamo České Budějovice. Je také bývalým českým mládežnickým reprezentantem.

## Klubová kariéra
Vaníček s fotbalem začínal v FSC Libuš, krátce působil v juniorském týmu Sparty Krč, a poté přestoupil do Bohemians. V první lize debutoval 30. července 2017 v prvním kole ligy na hřišti Sparty, a hned dostal příležitost v základní sestavě. Poté nastoupil až v 7. kole na hřišti Teplic. Premiérový gól vstřelil 28. října 2017 ve 12. kole ligy Zlínu, jeho trefa znamenala srovnání výsledku na 1:1, který vydržel až do konce utkání. V prvním kole ročníku 2020/21 proti Mladé Boleslavi zaznamenal tři asistence. Díky tomuto výkonu vyhrál ocenění Přihraj:Král asistencí pro nejlepšího nahrávače prvních pěti kol.